# Herb Wieruszowa
Herb Wieruszowa – jeden z symboli miasta Wieruszów i gminy Wieruszów w postaci herbu.

## Wygląd i symbolika
Herb przedstawia w polu srebrnym kozła kroczącego czarnego na murawie zielonej, za grzbietem którego fasada kościoła czerwona z takimiż wieżami. 
Kościół symbolizuje świątynię parafialną w mieście.

## Historia
Wizerunek herbowy przedstawiający kroczącego kozła dźwigającego na grzbiecie kościół zachował się na pieczęciach miejskich z XVIII wieku. W połowie XIX wieku herb ten został przez carskich urzędników zastąpiony nowym: na szachowanym polu wieża obronna z otwartą bramą i trzema oknami, zwieńczona pięcioblankowym krenelażem, a na jej szczycie połukozła w słup w prawo. Historyczny herb przywrócono oficjalnie w 18 czerwca 1937 roku.